# Ресендес, Эдсон
Э́дсон Ала́н Ресе́ндес Са́нчес (исп. Edson Alan Reséndez Sánchez; род. 12 января 1996, Гуасаве, Синалоа) — мексиканский футболист. вратарь, выступающий за «Аукас».

## Клубная карьера
Ресендес — воспитанник клуба «Монтеррей». 10 октября 2015 года в матче против «Пуэблы» он дебютировал в мексиканской Примере.

## Международная карьера
В 2013 году в составе юношеской сборной Мексики Эдсон стал победителем юношеского чемпионата Северной Америки в Панаме. На турнире он был запасным и на поле не вышел. В том же году Ресендес помог сборной завоевать серебряные медали на юношеском чемпионате мира в ОАЭ. На турнире он также был запасным.
В 2015 году Эдсон был включён в заявку молодёжной сборной Мексики на участие в Молодёжном кубке КОНКАКАФ на Ямайке. На турнире он сыграл в матче против Гаити. По итогам соревнований Ресендес завоевал золотую медаль.
Летом того же года Эдсон принял участие в молодёжном чемпионате мира в Новой Зеландии. На турнире он был запасным и не сыграл ни минуты.

## Достижения
Международные
Мексика (до 17)
- Юношеский чемпионат Северной Америки — 2013
- Юношеский чемпионат мира — 2013

Мексика (до 20)
- Молодёжный кубок КОНКАКАФ — 2015